# Roeselia nanula
Roeselia nanula är en fjärilsart som beskrevs av De Toulgoët 1954. Roeselia nanula ingår i släktet Roeselia och familjen trågspinnare. Inga underarter finns listade.